# Medizingeräteverordnung
Die Medizingeräteverordnung (Abkürzung: MedGV, Langtitel: Verordnung über die Sicherheit medizinisch-technischer Geräte) trat am 14. Januar 1985 in der Bundesrepublik Deutschland in Kraft. In ihr wurden die zu diesem Zeitpunkt bekannten medizinisch-technischen Geräte entsprechend ihrem Gefährdungsgrad für den Patienten in Gruppen eingeteilt. Die Medizingeräteverordnung regelte bis zum 1. Januar 2002 den Umgang mit Medizinprodukten und wurde durch das Medizinproduktegesetz abgelöst.

## Hintergrund
Anfang der achtziger Jahre stieg der Grad der Technisierung in Deutschen Krankenhäusern sprunghaft an. Medizinisch-technische Geräte zur Diagnose und Therapie, welche vorher nur in Universitätskliniken zu finden waren, wurden durch die Entwicklung integrierter Schaltkreisen für alle Krankenhäuser erschwinglich. Die Ausbildung von Ärzten und Pflegekräften beinhaltete damals so gut wie keinerlei physikalisch-technische Aspekte. So kam es durch fehlerhafte Bedienung medizinisch-technischer Geräte zu Zwischenfällen, bei denen sich der Gesundheitszustand der Patienten gravierend verschlechterte. Auch wurden defekte Geräte an Patienten eingesetzt, da die technischen Gefahren den Anwendern nicht bewusst waren. Um dem entgegenzuwirken, wurde eine Verordnung über die Sicherheit medizinisch-technischer Geräte entworfen.

## Inhalt
Geräte mit hohem Gefährdungsgrad wie Defibrillatoren wurden der Gruppe 1 zu geordnet. Diese wurden in der Anlage 1 der Verordnung benannt.
Für die Sicherheit der Patienten wurde festgelegt, dass nur in die Handhabung eingewiesenes Personal energetisch betriebene Geräte bedienen durfte. Geräte der Gruppe 1 mussten zudem gemäß den in ihrer Bauartzulassung genannten Fristen durch geschulte Prüfer überprüft werden und es wurde das Führen eines Gerätebuches mit allen Belegen über Wartungen, Prüfungen, Instandsetzungen und  Einweisungen in die korrekte Handhabung, für diese Geräte vorgeschrieben.
Die Hersteller mussten Geräte der Gruppe 1 einer Bauartprüfung durch eine benannte Stelle unterziehen lassen, bevor sie diese in Deutschland vertreiben durften. Ein erheblicher Schwachpunkt der MedGV war, dass die Liste der sicherheitsrelevanten Geräte der Anlage 1 nie erweitert wurde. Nachträglich entwickelte Geräte mit gleichem Gefährdungsgrad, z. B. intrakardiale Herz-Zeit-Volumen-Messgeräte, wurden von der Vorschrift nicht erfasst und konnten daher mit geringeren Auflagen betrieben werden.